# ATP Finals 2019
Die ATP Finals 2019 (offiziell Nitto ATP Finals) fanden vom 10. bis 17. November 2019 in der O2 Arena in London statt. Neben den vier Grand-Slam-Turnieren sind sie der wichtigste Wettbewerb im Herrenprofitennis; sie finden jeweils am Ende der Saison statt. Das Turnier war Teil der ATP Tour 2019.

## Preisgeld und Punkte
Das Preisgeld betrug 9 Millionen US-Dollar.
| Runde                     | Einzel        | Doppel 1     | Punkte |
| ------------------------- | ------------- | ------------ | ------ |
| Turniersieger             | + 1.354.000 $ | + 204.000 $  | + 500  |
| Halbfinalsieger           | + 0.657.000 $ | + 0106.000 $ | + 400  |
| Gruppenphase pro Sieg     | + 0.215.000 $ | + 040.000 $  | + 200  |
| Antrittsgeld              | + 0.215.000 $ | + 0103.000 $ | —      |
| Ersatzspieler (kein Sieg) | + 0.116.000 $ | + 040.000 $  | —      |

## Einzel

### Qualifikation
Es qualifizierten sich die acht bestplatzierten Spieler der ATP Tour für diesen Wettbewerb. Dazu kamen noch zwei Reservisten. Wenn ein oder zwei Grand-Slam-Turniersieger der laufenden Saison zwischen Platz 8 und 20 der ATP Tour platziert waren, erhielten diese den achten Start- und den ersten Reserveplatz.
| ATP-Race im Einzel | ATP-Race im Einzel    | ATP-Race im Einzel | ATP-Race im Einzel | ATP-Race im Einzel  | ATP-Race im Einzel |
| #                  | Spieler               | Punkte             | Turniere           | Qualifikationsdatum | Grand-Slam-Siege   |
| ------------------ | --------------------- | ------------------ | ------------------ | ------------------- | ------------------ |
| 1                  | Rafael Nadal          | 9585               | 16                 | 10. Juli 2019       | 2                  |
| 2                  | Novak Đoković         | 8945               | 16                 | 14. Juli 2019       | 2                  |
| 3                  | Roger Federer         | 6190               | 16                 | 27. August 2019     |                    |
| 4                  | Daniil Medwedew       | 5705               | 23                 | 3. September 2019   |                    |
| 5                  | Dominic Thiem         | 5025               | 21                 | 5. Oktober 2019     |                    |
| 6                  | Stefanos Tsitsipas    | 4000               | 26                 | 11. Oktober 2019    |                    |
| 7                  | Alexander Zverev      | 2945               | 23                 | 30. Oktober 2019    |                    |
| 8                  | Matteo Berrettini     | 2670               | 25                 | 1. November 2019    |                    |
| 9                  | Roberto Bautista Agut | 2540               | 23                 |                     |                    |
| 10                 | Gaël Monfils          | 2530               | 21                 |                     |                    |
| 11                 | David Goffin          | 2335               | 27                 |                     |                    |
| 12                 | Fabio Fognini         | 2290               | 24                 |                     |                    |

### Gruppe Andre Agassi

#### Ergebnisse
| Spieler            | Spieler            | Ergebnis        |
| ------------------ | ------------------ | --------------- |
| Daniil Medwedew    | Stefanos Tsitsipas | 6:75, 4:6       |
| Rafael Nadal       | Alexander Zverev   | 2:6, 4:6        |
| Rafael Nadal       | Daniil Medwedew    | 6:73, 6:3, 7:64 |
| Stefanos Tsitsipas | Alexander Zverev   | 6:3, 6:2        |
| Rafael Nadal       | Stefanos Tsitsipas | 6:74, 6:4, 7:5  |
| Alexander Zverev   | Daniil Medwedew    | 6:4, 7:64       |

#### Tabelle
| Pos. | Setzliste | Spieler            | Matches | Sätze | Spiele |
| ---- | --------- | ------------------ | ------- | ----- | ------ |
| 1    | 6         | Stefanos Tsitsipas | 2:1     | 5:2   | 41:34  |
| 2    | 7         | Alexander Zverev   | 2:1     | 4:2   | 30:28  |
| 3    | 1         | Rafael Nadal       | 2:1     | 4:4   | 44:44  |
| 4    | 4         | Daniil Medwedew    | 0:3     | 1:6   | 36:45  |

### Gruppe Björn Borg

#### Ergebnisse
| Spieler       | Spieler           | Ergebnis        |
| ------------- | ----------------- | --------------- |
| Novak Đoković | Matteo Berrettini | 6:2, 6:1        |
| Roger Federer | Dominic Thiem     | 5:7, 5:7        |
| Roger Federer | Matteo Berrettini | 7:62, 6:3       |
| Novak Đoković | Dominic Thiem     | 7:65, 3:6, 6:75 |
| Dominic Thiem | Matteo Berrettini | 6:73, 3:6       |
| Novak Đoković | Roger Federer     | 4:6, 3:6        |

#### Tabelle
| Pos. | Setzliste | Spieler           | Matches | Sätze | Spiele |
| ---- | --------- | ----------------- | ------- | ----- | ------ |
| 1    | 5         | Dominic Thiem     | 2:1     | 4:3   | 42:39  |
| 2    | 3         | Roger Federer     | 2:1     | 4:2   | 35:30  |
| 3    | 2         | Novak Đoković     | 1:2     | 3:4   | 35:34  |
| 4    | 8         | Matteo Berrettini | 1:2     | 2:4   | 25:34  |

### Halbfinale
| Spieler            | Spieler          | Ergebnis |
| ------------------ | ---------------- | -------- |
| Stefanos Tsitsipas | Roger Federer    | 6:3, 6:4 |
| Dominic Thiem      | Alexander Zverev | 7:5, 6:3 |

### Finale
| Spieler            | Spieler       | Ergebnis        |
| ------------------ | ------------- | --------------- |
| Stefanos Tsitsipas | Dominic Thiem | 6:76, 6:2, 7:64 |

## Doppel

### Qualifikation
Es qualifizierten sich die acht bestplatzierten Doppelpaarungen der ATP Tour für diesen Wettbewerb. Qualifiziert war allerdings auch ein Team, das ein Grand-Slam-Turnier gewonnen und sich zum Jahresende einen Platz in den Top 20 der Weltrangliste gesichert hatte.
| ATP-Race im Doppel | ATP-Race im Doppel                   | ATP-Race im Doppel | ATP-Race im Doppel | ATP-Race im Doppel  | ATP-Race im Doppel |
| #                  | Spieler                              | Punkte             | Turniere           | Qualifikationsdatum | Grand-Slam-Siege   |
| ------------------ | ------------------------------------ | ------------------ | ------------------ | ------------------- | ------------------ |
| 1                  | Juan Sebastián Cabal Robert Farah    | 8300               | 21                 | 16. August 2019     | 2                  |
| 2                  | Łukasz Kubot Marcelo Melo            | 4645               | 21                 | 11. Oktober 2019    |                    |
| 3                  | Kevin Krawietz Andreas Mies          | 3985               | 21                 | 26. Oktober 2019    | 1                  |
| 4                  | Rajeev Ram Joe Salisbury             | 3670               | 24                 | 28. Oktober 2019    |                    |
| 5                  | Raven Klaasen Michael Venus          | 3640               | 20                 | 24. Oktober 2019    |                    |
| 6                  | Jean-Julien Rojer Horia Tecău        | 3585               | 23                 | 28. Oktober 2019    |                    |
| 7                  | Bob Bryan Mike Bryan                 | 3380               | 20                 |                     |                    |
| 8                  | Pierre-Hugues Herbert Nicolas Mahut  | 3360               | 7                  | 26. Oktober 2019    | 1                  |
| 9                  | Ivan Dodig Filip Polášek             | 3225               | 11                 | 1. November 2019    |                    |
| 10                 | Henri Kontinen John Peers            | 3000               | 19                 |                     |                    |
| 11                 | Jérémy Chardy Fabrice Martin         | 2600               | 15                 |                     |                    |
| 12                 | Marcel Granollers Horacio Zeballos   | 2470               | 6                  |                     |                    |
| 13                 | Nicolas Mahut Édouard Roger-Vasselin | 2210               | 7                  |                     |                    |

### Gruppe Max Mirny

#### Ergebnisse
| Spieler                           | Spieler                             | Ergebnis          |
| --------------------------------- | ----------------------------------- | ----------------- |
| Kevin Krawietz Andreas Mies       | Jean-Julien Rojer Horia Tecău       | 7:63, 4:6, [10:6] |
| Juan Sebastián Cabal Robert Farah | Pierre-Hugues Herbert Nicolas Mahut | 3:6, 5:7          |
| Juan Sebastián Cabal Robert Farah | Jean-Julien Rojer Horia Tecău       | 2:6, 7:5, [8:10]  |
| Kevin Krawietz Andreas Mies       | Pierre-Hugues Herbert Nicolas Mahut | 5:7, 6:73         |
| Juan Sebastián Cabal Robert Farah | Kevin Krawietz Andreas Mies         | 7:67, 6:2         |
| Jean-Julien Rojer Horia Tecău     | Pierre-Hugues Herbert Nicolas Mahut | 3:6, 6:74         |

#### Tabelle
| Pos. | Setzliste | Spieler                             | Matches | Sätze | Spiele |
| ---- | --------- | ----------------------------------- | ------- | ----- | ------ |
| 1    | 7         | Pierre-Hugues Herbert Nicolas Mahut | 3:0     | 6:0   | 40:28  |
| 2    | 1         | Juan Sebastián Cabal Robert Farah   | 1:2     | 3:4   | 30:33  |
| 3    | 6         | Jean-Julien Rojer Horia Tecău       | 1:2     | 3:5   | 33:34  |
| 4    | 3         | Kevin Krawietz Andreas Mies         | 1:2     | 2:5   | 31:39  |

### Gruppe Jonas Björkman

#### Ergebnisse
| Spieler                     | Spieler                     | Ergebnis          |
| --------------------------- | --------------------------- | ----------------- |
| Rajeev Ram Joe Salisbury    | Raven Klaasen Michael Venus | 3:6, 4:6          |
| Łukasz Kubot Marcelo Melo   | Ivan Dodig Filip Polášek    | 4:6, 6:4, [10:5]  |
| Rajeev Ram Joe Salisbury    | Ivan Dodig Filip Polášek    | 3:6, 6:3, [10:6]  |
| Łukasz Kubot Marcelo Melo   | Raven Klaasen Michael Venus | 3:6, 4:6          |
| Łukasz Kubot Marcelo Melo   | Rajeev Ram Joe Salisbury    | 6:75, 6:4, [10:7] |
| Raven Klaasen Michael Venus | Ivan Dodig Filip Polášek    | 6:74, 4:6         |

#### Tabelle
| Pos. | Setzliste | Spieler                     | Matches | Sätze | Spiele |
| ---- | --------- | --------------------------- | ------- | ----- | ------ |
| 1    | 5         | Raven Klaasen Michael Venus | 2:1     | 4:2   | 34:27  |
| 2    | 2         | Łukasz Kubot Marcelo Melo   | 2:1     | 4:4   | 31:33  |
| 3    | 4         | Rajeev Ram Joe Salisbury    | 1:2     | 3:5   | 28:34  |
| 4    | 8         | Ivan Dodig Filip Polášek    | 1:2     | 4:4   | 32:31  |

### Halbfinale
| Spieler                             | Spieler                           | Ergebnis            |
| ----------------------------------- | --------------------------------- | ------------------- |
| Raven Klaasen Michael Venus         | Juan Sebastián Cabal Robert Farah | 6:75, 7:610, [10:6] |
| Pierre-Hugues Herbert Nicolas Mahut | Łukasz Kubot Marcelo Melo         | 6:3, 7:64           |

### Finale
| Spieler                     | Spieler                             | Ergebnis |
| --------------------------- | ----------------------------------- | -------- |
| Raven Klaasen Michael Venus | Pierre-Hugues Herbert Nicolas Mahut | 3:6, 4:6 |